# Li Xuepeng
Dans ce nom chinois, le nom de famille, Li, précède le nom personnel.
Li Xuepeng, né le 18 septembre 1988 à Dalian en République populaire de Chine, est un footballeur international chinois, qui évolue au poste de défenseur.

## Biographie

### Carrière en équipe nationale
Li Xuepeng est convoqué pour la première fois en sélection par le sélectionneur national Gao Hongbo le 4 juin 2010 lors d'un match amical contre la France (victoire 1-0).
Il dispute une coupe d'Asie en 2011. Il joue un match lors de l'édition 2011 contre l'Ouzbékistan.
Il participe également à une coupes d'Asie de l'Est en 2010. Il joue enfin deux matchs comptant pour les éliminatoires de la coupe du monde 2014.
Au total il compte 19 sélections en équipe de Chine depuis 2010.

## Palmarès
- Avec le Guangzhou Evergrande
  - Champion de Super League en 2014, 2015, 2016 et 2017
  - Vainqueur de la Ligue des champions de l'AFC en 2015
  - Vainqueur de la Coupe de Chine en 2016